# (6505) Muzzio
(6505) Muzzio es un asteroide perteneciente al cinturón de asteroides, región del sistema solar que se encuentra entre las órbitas de Marte y Júpiter, descubierto el 3 de enero de 1976 por el equipo del Observatorio Félix Aguilar desde el Complejo Astronómico El Leoncito, San Juan, Argentina.

## Designación y nombre
Designado provisionalmente como 1976 AH. Fue nombrado por Juan Carlos Muzzio (n. 1946) quien es actualmente director del Instituto de Astrofísica de La Plata. Su principal campo de investigación es la dinámica estelar, área a la que ha contribuido con más de 100 artículos publicados.

## Características orbitales
Muzzio está situado a una distancia media del Sol de 3,197 ua, pudiendo alejarse hasta 3,808 ua y acercarse hasta 2,585 ua. Su excentricidad es 0,191 y la inclinación orbital 17,650 grados. Emplea 2087,48 días en completar una órbita alrededor del Sol.
Los próximos acercamientos a la órbita de Júpiter ocurrirán el 28 de febrero de 2095, el 17 de junio de 2106 y el 11 de septiembre de 2117.

## Características físicas
La magnitud absoluta de Muzzio es 11,10. Tiene 15,558 km de diámetro y su albedo se estima en 0,202. 